# Percarina demidoffii
Percarina demidoffii és una espècie de peix de la família dels pèrcids i de l'ordre dels perciformes.
És un peix d'aigua dolça i salabrosa, bentopelàgic i de clima temperat (48°N-45°N, 30°E-41°E). Es troba a l'Europa Oriental (Moldàvia, Romania i Ucraïna): els llacs costaners i estuaris de la conca nord-occidental de la mar Negra i els cursos inferiors dels rius Danubi, Dnièster i Dnièper.
Podria arribar a estar amenaçat d'extinció per l'augment de la salinitat que comporta la reducció del flux d'aigua en tots els grans rius a causa de la construcció de preses.
Els mascles poden assolir els 10 cm de longitud total. Tenen el cos i membranes de les aletes gairebé transparents i amb el dors de color blanc lletós sense taques. Presenten 8-9 taques rodones, grisenques i de forma irregular al llarg de la base de les aletes dorsals, 10-13 radis tous a l'aleta dorsal i 2 espines i 8-11 radis tous a l'anal; i 33 vèrtebres. Menja principalment invertebrats bentònics.
La reproducció ocorre entre el maig i el juny a les aigües costaneres properes a les desembocadures dels rius sobre fons fangosos.